# Lișeneț
Lișeneț (în limba rusă: лишенец –  fără drept de vot), era o persoană lipsită de dreptul de vot din Uniunea Sovietică în perioada 1918 — 1936. Lipsirea de dreptul de vot a fost o măsură de represiune a unor persoane etichetate ca fiind "inamici ai poporului muncitor". 
În Constituția Sovietică din 1918 erau enumerate categoriile de persoane fără drept de vot: cei care foloseau munca unor angajați, clericii, foștii polițiști sau negustori etc. În Constituția Sovietică din 1924 și în decretele care i-au urmat au fost introduse noi categorii de persoane lipsite de dreptul de vot. 
A fi lipsit de dreptul de vot însemna mai mult decât a nu avea dreptul să aleagă fie ales. Un lișeneț nu putea ocupa nici o funcție plătită de stat sau vreo poziție guvernamentală, nu putea avea acces la institutele de învățământ superior, sau de  învățământ mediu tehnic.  Lișenții nu se bucurau de anumite privilegii și subsidii: sprijinul statului pentru găsirea unui loc de muncă, repartizarea de locuință din fondul locativ de stat, dreptul la pensie etc. Ei nu puteau fi membri ai kolhozurilor sau a oricărei alte forme de cooperative. 
La rândul lor, membrii familiilor celor declarați lișeneț deveneau în mod automat persoane private de dreptul de vot. 
În timpul sistemului raționalizării alimentelor din 1929-1930, lișeneții  nu aveau dreptul să primească rații. 
Dreptul de vot putea fi reacordat de comisiile electorale locale după ce persoana în cauză făcea dovada angajării în munca productivă și dovada atașamentului fața de puterea sovietică. Autoritatea supremă în acest domeniu era Comisia Electorală centrală și Prezidiumul Comitetului Central al PCUS. 
Constituția sovietică din 1936 a instituit dreptul la sufragiul universal, iar categoria lișeneț a fost desființată. 